# Alaa Gabr
Alaa El-Din Gabr ou Aladin Gabr (en arabe : علاء الدين جابر), né le 23 août 1953 en Égypte, est un nageur, pentathlonien, joueur de water-polo et de bowling ainsi qu'un dirigeant sportif égyptien.

## Carrière
Il est médaillé d'or du 100 mètres nage libre aux Jeux africains de 1973 à Lagos et aux Championnats d'Afrique de natation 1974 au Caire.
Il entre dans le Guinness des records en 1998 pour avoir été le capitaine du plus grand nombre de sélections nationales : il est capitaine de l'équipe d'Égypte de natation de 1970 à 1978, de l'équipe d'Égypte de pentathlon moderne en 1980 et de l'équipe d'Égypte de bowling de 1997 à 1998.
Il devient président de la Fédération égyptienne de tir à l'arc en 2007 et de la Fédération africaine de tir à l'arc en 2010, après en avoir été le vice-président de 2007 à 2010. Il est aussi secrétaire général du Comité olympique égyptien depuis 2013 et propriétaire et secrétaire général du Wadi Degla Sporting Club de 2002 à 2007.